# Рожа-Флорес, Эдуардо
Эдуардо Рожа-Флорес (исп. Eduardo Rózsa-Flores, венг. Rózsa György Eduardo; 31 марта 1960 — 16 апреля 2009) — боливийско-хорватский наёмник и авантюрист венгерского происхождения. Также был известен как актёр, писатель, мемуарист и журналист ультраправого толка. Его позывным во время хорватской войны за независимость был «Чико».

## Ранние годы
Эдуардо Рожа-Флорес родился в Санта-Крус-де-ла-Сьерра на востоке Боливии. Его отец Дьёрдь Обермайер Рожа был еврейским художником, который покинул Венгрию в 1948 году, переехав сначала в Париж, а в 1952 году в Боливию с французской этнографической миссией, приняв имя Хорхе. Он остался в этой стране, читал лекции по искусству, и женился на каталонской иммигрантке и учительнице средней школы Нелли Флорес Ариас. Убежденный коммунист (хоть и покинувший родину с приходом к власти компартии), Хорхе Рожа перевёз семью в Чили, спасаясь от диктатуры Уго Бансера в 1972 году, а уже в следующем году после переворота Аугусто Пиночета вновь вынужден был эмигрировать, на сей раз в Швецию. Затем в середине 1970-х семья перебралась в Венгрию.
Рожа-Флорес закончил школу в Будапеште. По собственным заявлениям, после военной службы прошёл непродолжительный период разведывательной подготовки в Академии КГБ имени Феликса Дзержинского в Советском Союзе. Он учился в Университете Этвёша Лоранда (ELTE), получив степень в 1991 году. Он был последним секретарём комсомольской организации (KISZ) университета в 1990 году. Предположительно, будучи студентом, он сотрудничал с венгерскими спецслужбами. Его первая журналистская работа была для кубинской газеты Prensa Latina. Сообщается, что в конце 1980-х он присоединился к Opus Dei, после чего принял ислам.

## Война в Хорватии
В начале войны Хорватии за независимость Рожа-Флорес, известный тогда как Дьёрдь/Хорхе Эдуардо Рожа, работал корреспондентом барселонской газеты La Vanguardia и испанского подразделения Всемирной службы BBC. Он прибыл в Югославию в июне 1991 года.
Осенью 1991 года он вступил в Национальную гвардию Хорватии в Осиеке в качестве первого иностранного добровольца и принял участие в нескольких сражениях в Славонии, в основном защищая Ласлово, где было создано Первое интернациональное подразделение хорватской армии.
Позже он служил командиром спецназа, был трижды ранен. Ему было присвоено звание майора, а затем и полковника хорватской армии. Хорватское гражданство, как и звание полковника, он получил в 1993 году от Франьо Туджмана.
По сообщениям прессы, мог быть связан с гибелью двух иностранных журналистов, также находившихся в то время в Хорватии — гражданина Швейцарии Кристиана Вюртенберга (служившего в Первом международном подразделени) и британского фотографа Пола Дженкса. Официально Рожа-Флорес был демобилизован 31 июля 1994 года.

## Дальнейшая жизнь и смерть
После войны он преимущественно жил в Будапеште. Утверждалось, что в начале XXI века он принял ислам и даже возглавил мусульманскую общину Венгрии. В 2001 году был снят художественный фильм на основе его жизни под названием «Чико», в котором он сыграл главную роль.
В 1994 году в Венгрии была опубликована его первая книга под названием «Грязная война», а в 1996 году —вторая под названием «Операция Прослушивание». За ними в 1999 году последовали книга стихов «Верность» и вторая книга его воспоминаний «Мы умерли и всё равно живы». В 2001 году вышла его вторая книга стихов под названием «Состояние: между двумя войнами», а в 2003 году — «Сборник свинства». В 2004 году были опубликованы его стихи под названием «69 тайн, любовные стихи и объяснение». В 2007 году вышел в свет его сборник стихов «47 суфийских стихотворений» (на испанском и венгерском языках).
К этому времени былой комсомолец Рожа-Флорес придерживался ультраправых националистических позиций. Он сотрудничал в изданиях подобной ориентации — был сотрудником консервативного журнала «Kapu», редактором таких сайтов, как неонацистский Lelkiismeret '88 и орган партии «Йоббик» Jobbik.net. После его смерти всплывали утверждения, что он был причастен к утечке скандальной речи премьер-министра Ференца Дьюрчаня, спровоцировавшей протесты 2006 года, но доказательств приведено не было.
В 2008 года Чико вернулся в Боливию. балансировавшую на грани гражданской войны (как подвердило его интервью, записанное в сентябре 2008 года перед его последней поездкой на родину журналистом Андрашем Кепешем под условие опубликовать его только если Рожа-Флорес вернётся или с ним что-то случится, и показанное на венгерском телевидении Magyar Televízió 21 апреля 2009 года). Его военный опыт оказался востребован сконцентрированной в его родном департаменте Санта-Крус правой оппозицией левому президенту Эво Моралесу, раздумывавшей о его свержении или сепаратистском отделении от Боливии.
16 апреля 2009 года боливийская полиция убила Рожа-Флореса во время спецоперации в отеле Las Americas в Санта-Крус. Также в ходе престрелки были убиты двое других участников заговора, венгерско-румынский гражданин, трансильванский музыкант Арпад Мадьяроши и гражданин Ирландии Майкл Мартин Дуайер, сотрудник частной военной компании Integrated Risk Management Services. Ещё двое — хорват Марио Тадич и венгр Элёд Тоашо — были арестованы. Власти Боливии заявили, что Рожа-Флорес был лидером террористической группы, намеревавшейся убить президента Эво Моралеса и вице-президента Альваро Гарсиа Линеру. В 2011 году сотрудники подразделения полиции, совершившие рейд, были награждены Медалью за отвагу.
Заказчиком покушения был объявлен боливийский бизнесмен и политик хорватского происхождения Бранко Маринкович, который после провала операции спешно покинул страну, а затем был министром в кабинте Жанин Аньес после смещения Моралеса в 2019 году. В мае 2010 года по обвинению к этому же заговору был помещён под домашний арест ещё один правый деятель — генерал в отставке Гари Прадо Сальмон, в своё время пленивший Эрнесто Че Гевару накануне его расстрела. Прадо Сальмона подозревали в обмене закодированными сообщениями с Рожа-Флоресом, находившимся в Санта-Крус.
В декабре 2010 года ведущий расследование прокурор Марсело Соса предъявил обвинения 39 лицам в терроризме и антигосударственном заговоре (главный обвиняемый — брат губернатора Санта-Крус Пабло Умберто Костас Агилера, который, согласно обвинительному заключению, руководил входом и финансированием команды, знал о приобретении оружия и взрыве резиденции епископа Хулио Террасаса). По словам прокурора, местный водитель команды выдал их властям, потому что хотел оставить себе тысячи долларов, которые он взял на закупку оружия.
В свою очередь, некоторые лидеры оппозиции заявляли, что это дело было спланировано и профинансировано самим правительством для дискредитации своих оппонентов. В частности, они ссылались на опубликованную WikiLeaks секретную телеграмму посольства США в Боливии, в которой со ссылкой на анонимный источник пишут, что группа наемников под руководством Рожа-Флореса была организована самой боливийской секретной службой, а именно полковником Хорхе Сантиестебаном.

## Фильмы
- Bolse Vita (1996)
- Vizualizáció (1997)
- Kisváros (TV series) (1997)
- Chico (2001)